# Symbrenthia semperi
Symbrenthia semperi är en fjärilsart som beskrevs av Moore 1899. Symbrenthia semperi ingår i släktet Symbrenthia och familjen praktfjärilar. Inga underarter finns listade i Catalogue of Life.